# Joana Seixas
Joana Faria Seixas (Lisbona, 31 ottobre 1976) è un'attrice portoghese.
In Legàmi interpreta Rita Ribeiro Fonseca, figlia di Francisca Caldas Ribeiro ed Henrique Sobral, sorella di João Caldas Ribeiro (Diogo Morgado) e di Alice Caldas Ribeiro Dantas